# Lucas Magnin
Lucas Luciano Magnin (11 de octubre de 1985, Las Varillas, Argentina) es un escritor, teólogo, divulgador y cantautor argentino. Sus obras promueven un diálogo honesto entre la espiritualidad, el arte, la cultura y la academia. Tiene una Maestría en Estudios Teológicos por la Universidad Nacional de Costa Rica, una Licenciatura en Letras Modernas por la Universidad Nacional de Córdoba y una Laurea en Ciencias de la Comunicación por la Università degli Studi di Siena. 
Como escritor, ha publicado numerosos artículos, poemas y relatos en antologías y revistas académicas, además de libros como Arte y fe. Un camino de reconciliación (2016), Cristianismo y Posmodernidad. La rebelión de los santos (2019), 95 tesis para la nueva generación. Manifiesto de espiritualidad y reforma a la sombra de Lutero (2022), Teología Pop. 21 ensayos para pensar la fe y la cultura en el siglo XXI (2024; Ed.) y Beatles 1967. De artesanos a artistas (2025). 
Como cantautor, ha publicado dos discos: Inocencia (2012) y Experiencia (2015); además, ha compartido escenario con artistas de la talla de Il Divo, Eros Ramazzotti, Ricardo Montaner, Luis Fonsi, David Bisbal, Las Pelotas o Vanesa Martín. 

## Biografía
Lucas Magnin nació en Las Varillas, en la provincia de Córdoba, en 1985. Transcurrió sus primeros años en localidades del interior de Argentina. Comenzó a escribir poesía en su infancia y canciones en su adolescencia, al tiempo que comenzó varios proyectos musicales. Cursó estudios en Ciencias de la comunicación en la Universidad Nacional de Córdoba desde el año 2003. En 2005, se trasladó con su familia primero a Brasilia y luego a la región de la Toscana en Italia. En la Università degli Studi di Siena concluyó sus estudios en Comunicación con una tesis en italiano sobre la reinterpretación pictórica de la Anunciación (Lc. 1:26-38) durante el renacimiento y el barroco. 
Al volver a Córdoba, retomó sus actividad musical en bandas como Vaivén y Paradojia; también fundó los colectivos de arte y espiritualidad arte+ y Pienso y creo. Desde 2008, cursó la licenciatura en Letras Modernas en la Universidad Nacional de Córdoba, de la que se graduó con honores en 2013 con una tesis sobre la obra de The Beatles, en especial los discos de 1967 —Sgt. Pepper's Lonely Hearts Club Band y Magical Mystery Tour— desde la propuesta bajtiniana de la interdiscursividad.
Desde 2010, comenzó a proyectar su carrera solista y a preproducir su disco debut junto a Lucas Leyes. Inocencia recupera influencias del rock inglés de bandas como The Beatles, Pink Floyd, Oasis o Radiohead. Inocencia fue elegido como uno de los discos del 2012 en Córdoba. Ese mismo año publicó el poemario Fervores y vestigios. En 2013, fue ganador argentino y finalista global entre más de 12.000 competidores de la Batalla de Bandas más grande del mundo, organizada por el Hard Rock Café Internacional. En 2015, publicó Experiencia, un disco con sonoridades más cercanas a la tradición norteamericana de la canción, en particular a algunos artistas como Wilco, The National, Norah Jones, Arcade Fire y Dirty Projectors.
Después de presentar Experiencia, tomó un intermedio en su carrera musical para enfocarse en la literatura y la teología. En 2016, publicó Arte y fe. Un camino de reconciliación, con prólogo de René Padilla, un ensayo en el que aborda la pregunta por el fenómeno artístico desde la teoría estética, la historia, la exégesis bíblica, la teología y la praxis de fe. En el año 2017, y como celebración de los 500 años del estallido de la Reforma protestante, creó el podcast Lutero era punk junto a Javier Padula. Su libro Cristianismo y posmodernidad. La rebelión de los santos fue publicado en 2019, con prólogo de Alfonso Ropero. Ese mismo año publicó La traición suprema. Triunfo y vergüenza del cristianismo en el poder, ilustrado por su esposa, Almendra Fantilli. 
En 2020 comenzó el videopodcast La rebelión de los santos. Desde 2022, trabaja como editor de Editorial CLIE; ese mismo año publicó 95 tesis para la nueva generación. Manifiesto de espiritualidad y reforma a la sombra de Lutero (2022), con prólogo de Justo González, y también comenzó en su canal de YouTube el segmento Teología Pop. En 2024 editó el libro Teología Pop. 21 ensayos para pensar la fe y la cultura en el siglo XXI, con prólogo de José de Segovia, en el que participan veintiún autores jóvenes de toda Iberoamérica. En 2025 publicó el libro Beatles 1967. De artesanos a artistas, una reescritura divulgativa de la investigación de su tesis de Letras Modernas.

## Libros
| Año  | Nombre del libro                                                                                             | Editorial                           |
| ---- | --- | ----------------------------------- |
| 2012 | Fervores y Vestigios                                                                                         | Editorial Diosmio                   |
| 2016 | Arte y fe. Un camino de reconciliación                                                                       | Ediciones Kairós                    |
| 2019 | Cristianismo y posmodernidad. La rebelión de los santos                                                      | Editorial CLIE                      |
| 2019 | La traición suprema. Triunfo y vergüenza del cristianismo en el poder                                        | Ediciones del Altillo               |
| 2021 | De la justificación a la justicia. Implicaciones contextuales de la justificación por la fe de Martín Lutero | Universidad Bíblica Latinoamericana |
| 2022 | 95 tesis para la nueva generación. Manifiesto de espiritualidad y reforma a la sombra de Lutero              | Editorial CLIE                      |
| 2024 | Teología Pop. 21 ensayos para pensar la fe y la cultura en el siglo XXI (Editor)                             | Editorial CLIE                      |
| 2025 | Beatles 1967. De artesanos a artistas                                                                        | Hojas del Sur                       |

## Discografía
| Año  | Álbum       | Discográfica  |
| ---- | ----------- | ------------- |
| 2012 | Inocencia   | Independiente |
| 2015 | Experiencia | Independiente |

## Otras publicaciones
- "La Reforma protestante", en Manifiesto 2.28. Vol. 1, año 1. La Iglesia Cristiana (Discípulos de Cristo) en Puerto Rico, Puerto Rico, 2023.
- "El reformador y las reformas. Posición de Martín Lutero frente a la reforma humanista de Erasmo y la reforma radical de los anabaptistas". En Biblia y Teología Hoy. ISSN: 2696-9165, e-ISSN: 2696-9173. Nº 3, 12-2022, pp. 79-103.
- "The Ultimate Betrayal: Christianity's Triumph and Shame in Power", en Beyond Integral Mission: Fresh Voices from Latin America, Daniel Clark (Ed.). Regnum Books International, Oxford, 2022.
- Prólogo a Historia de la Filosofía y su relación con la Teología, de Alfonso Ropero. Editorial CLIE, Viladecavalls, 2022.
- Retrospectivas para mirar al futuro: misión, arte y cultura", en Raíces de un Evangelio integral. Misión en perspectiva histórica, René Padilla (Ed.). Ediciones Kairós, Florida, 2020.
- "Tributes to C. René Padilla", con Almendra Fantilli. En Journal of Latin American Theology: Christian Re!ections from the Latino South, 2021, Vol. 16, No. 2.
- Prólogo a Ortodoxia, de G. K. Chesterton. Biblioteca de Clásicos Cristianos. ABBA, Barcelona, 2020.
- "Misterio divino y humano. Un diálogo cristológico entre los evangelios sinópticos y Juan". Revista Albertus Magnus. ISSN: 2011-9771; e-ISSN: 2500-5413. Vol. 11, N.º 1, enero-junio de 2020, pp. 19-40.
- Prólogo a La ventana de los sueños, de Emiliano Ruiz. Editorial ZP, Córdoba, 2020.
- Prólogo a Dios, nueva temporada. Miradas teológicas al cine y la televisión en el Siglo XXI, de Samuel Lagunas & Raúl Méndez Yáñez. JUANUNO1 Ediciones, Miami, 2020.
- "Variaciones sobre Rosa Parks. Estéticas de la crisis de la modernidad en la obra de Itziar Pascual". Caracol, 2019 (17), p. 515-532. https://doi.org/10.11606/issn.2317-9651.v0i17p515-532
- "Sobre la tensión entre Iglesia y Estado en las sociedades poscristianas". Teología y cultura. ISSN 1668-6233. Año 15, vol. 20 (diciembre 2018).
- Epílogo a Plegarias sórdidas, de Samuel Lagunas y Luis Cruz-Villalobos. Independently Poetry, 2018.
- "Manifestaciones de lo divino en Intentos de Marta Márquez. Un diálogo entre poesía, política y religión". RECIAL. Revista del Centro de Investigaciones de la Facultad de Filosofía y Humanidades, Áreas Letras, ISSN-e 1853-4112, Vol. 9, N.º 14, 2018.
- "Transformar la fe para cambiar el mundo: Una relectura contextual de las implicaciones históricas de la Reforma protestante". Anatéllei - Se levanta. Córdoba, Año XX, N° 39, junio de 2018. ISSN 1850-4671.
- "La Biblia y sus concepciones de lengua". RECIAL. Revista del Centro de Investigaciones de la Facultad de Filosofía y Humanidades, Áreas Letras. Año 2010, Vol. 1, Número 1. Córdoba.